# Daily Mirror
Daily Mirror – bulwarowy dziennik brytyjski, wydawany od 1903 w Londynie (Alfred Harmsworth). W 1996 przemianowany na „The Mirror”, wkrótce powrócił do starej nazwy.
Obecnie wydawany w formie tabloidu, w nakładzie ponad 2 mln egzemplarzy. Jest własnością Trinity Mirror (Robert Maxwell). Utrzymuje centrowo-lewicowy profil polityczny.

## Początki
Pierwszy numer Daily Mirror ukazał się 2 listopada 1903 roku jako gazeta dla kobiet tworzona przez kobiety. Nowość na rynku okazała się klapą. Redaktor naczelny Alfred Harmsworth postanowił więc dokonać zmian i w 1904 roku przekształcił gazetę w magazyn ilustrowany. Innowacyjna prawicowa gazeta tym razem okazała się strzałem w dziesiątkę, w krótkim czasie nakład wzrósł do 500 000 egzemplarzy. 
Kiedy Harmsworth, już jako Lord Northcliffe, zmarł w 1921, właścicielem został jego brat Harold Harmsworth (Lord Rothermere). Sprzedaż gazety cały czas miała tendencję wzrostową. Do 1930 dzienny nakład osiągnął milion egzemplarzy, co stanowiło trzecie miejsce, po „Daily Express” i „Daily Mail” (którego właścicielem był również Rothermere).
Rothermere używał obu gazet do osiągania swoich prywatnych politycznych celów. Obie gazety wspierały między innymi Oswalda Mosleya i jego Brytyjską Unię Faszystów.

## Przemiana
W połowie lat 30. sprzedaż „Daily Mirror” przestała wzrastać i Rothermere sprzedał większość udziałów. Szefem gazety został Cecil King, siostrzeniec Rothermere'a. Redaktorem naczelnym został Guy Bartholomew. W późnych latach 30. „Daily Mirror” przeszedł przemianę z szanującej się, prawicowej gazety przeznaczonej dla klasy średniej, w poszukującą gorących sensacji lewicową gazetę czytaną przez przedstawicieli klasy pracującej. Transformacja okazała się finansowym sukcesem. „Daily Mirror” był więc pierwszym tabloidem naśladującym nowojorskie wzory. Był również pierwszą gazetą, która od samego początku sprzeciwiała się Hitlerowi. Do 1939 sprzedaż wzrosła do 1,4 miliona egzemplarzy dziennie. 
W 1953 „Daily Mirror” pobił rekordy światowe będąc sprzedanym w 7 milionach egzemplarzy w dzień koronacji. 
W 1964 „Daily Mirror” był sprzedawany codziennie w nakładzie przekraczającym 5 milionów egzemplarzy co było najlepszym wynikiem w Europie.

## „Daily Mirror” od 1978
W 1978 roku „Daily Mirror” był jedyną brytyjską gazetą apelującą o zjednoczenie Irlandii. 
W latach 90. dziennik oskarżany był o spadek poziomu, by przejąć czytelników „The Sun”. W 2002 zmieniło się logo gazety – z czerwonego na czarne, by uniknąć skojarzeń z tanimi tabloidami. W 2005 roku czerwone logo powróciło ze względu na Partię Pracy wspieraną przez gazetę. Jest to dziennik w założeniu lewicowy, jednak dzisiaj stoi on w centrum. Proeuropejski, antyamerykański. Jako jedyna gazeta w Wielkiej Brytanii była przeciwko amerykańskiej okupacji Iraku. W maju 2004 roku wydrukował zdjęcia brytyjskich żołnierzy nadużywających władzy wobec Irakijczyków. Okazały się one sfabrykowane, w wyniku czego wyrzucono jej ówczesnego red. nacz. Piersa Morgana.
Redaktorem Naczelnym „Daily Mirror” jest w tej chwili Richard Wallace. Jednym z felietonistów gazety jest brytyjski pisarz Tony Parsons.
W Australii drukowany jest odpowiednik pod tym samym tytułem.